# Гришин, Валентин Степанович
Валентин Степанович Гришин (укр. Валентин Степанович Гришин; 5 ноября 1936, Запорожье — май 2004, Запорожье) — советский футболист, нападающий. Позже — тренер. Мастер спорта СССР. Выступал за сборную Украинской ССР.

## Карьера футболиста
Начал играть в футбол в пятнадцатилетнем возрасте в сборной 8-го посёлка, где его тренером был Владимир Устименко тренировавший команду ДЭЗа. Выступал в чемпионате Запорожья.
В 1954 году начал играть за местный «Металлург» в Первой лиге СССР. Гришин стал лучшим бомбардиром команды в сезоне 1956 года, забив 14 голов и сыграв во всех 34 играх турнира. В следующем году он был приглашён в московский ЦСК МО из Высшей лиги и провёл в составе команды два года, однако основным игроком не стал. В 1959 году выступал за другой армейский клуб — одесский СКВО. Вместе с командой завоевал бронзовые награды Первой лиги.
В 1960 году Гришин вернулся в «Металлург». Валентин стал лучшим бомбардиром команды с 20 забитыми мячами и помог запорожцам стать победителем Первой лиги. В переходных играх со сталинским «Шахтёром», «Металлург» потерпел поражение и не вышел в Высшую лигу. Сезон 1962 года команда завершила втором месте в своей зоне, однако в финальном турнире «Металлург» занял шестое место. В составе провёл три сезона и являлся игроком основы. Трижды подряд входил в список 33 лучших футболистов Украины (1960—1962). В 2010 году сайт Football.ua включил его в список 50 лучших игроков «Металлурга», где он занял седьмое место. Гришин занимает пятое место в списке лучших бомбардиров «Металлурга» за всю историю.
В 1963 году стал игроком луганских «Трудовых резервов», спустя год команда была переименована в «Зарю». В 1965 году стал победителем турнира дублёров. За «Зарю» он играл на протяжении трёх сезонов и сыграл за неё в Первой лиге в более чем шестидесяти матчах. Завершил карьеру игрока в 1965 году в возрасте 29 лет в составе аутсайдера Второй лиги СССР, «Шахтёра» из Красного Луча.

## Тренерская карьера
Окончил Луганский машиностроительный институт.
По окончании карьеры футболиста начал работал инженером-технологом на заводе электронного машиностроения в Луганске. В 1972 году стал детским тренером в луганской «Заре», а спустя четыре года стал работать в школе запорожского «Металлурга». Входил в тренерский штаб основной команды «Металлурга». В 1984 году привёл своих подопечных к победе на республиканских юношеских играх в Одессе, а в 1991 году к серебряным медалям чемпионата СССР среди старших юношей. Среди его воспитанников — Александр Заваров, Станислав Богуш, Рамис Мансуров, Василий Евсеев, Роман Бондаренко, Олег Лутков, Максим Тищенко, Алексей Годин, Андрей Скоробогатько, Юрий Сак, Сергей Савран, Юрий Газюкин.

## Достижения
СКВО (Одесса)
- Бронзовый призёр Первой лиги СССР (1): 1959

«Металлург» (Запорожье)
- Победитель Первой лиги СССР (1): 1960
- Серебряный призёр Первой лиги СССР (1): 1962

## Статистика
| Сезон | Клуб                  | Лига        | Чемпионат | Чемпионат | Кубок | Кубок |
| Сезон | Клуб                  | Лига        | Игры      | Голы      | Игры  | Голы  |
| ----- | --------------------- | ----------- | --------- | --------- | ----- | ----- |
| 1954  | Металлург (Запорожье) | Первая лига | 14        | 1         | 1     | 0     |
| 1955  | Металлург (Запорожье) | Первая лига | 29        | 6         | 3     | 0     |
| 1956  | Металлург (Запорожье) | Первая лига | 34        | 14        |       |       |
| 1957  | ЦСК МО (Москва)       | Высшая лига | 2         | 1         |       |       |
| 1958  | ЦСК МО (Москва)       | Высшая лига | 6         | 1         |       |       |
| 1959  | СКВО (Одесса)         | Первая лига | 26        | 4         | 2     | 1     |
| 1960  | Металлург (Запорожье) | Первая лига | 34        | 20        |       |       |
| 1961  | Металлург (Запорожье) | Первая лига | 35        | 8         |       |       |
| 1962  | Металлург (Запорожье) | Первая лига | 36        | 13        | 3     | 2     |
| 1963  | Заря (Луганск)        | Первая лига | 32        | 12        |       |       |
| 1964  | Заря (Луганск)        | Первая лига | 32        | 6         |       |       |
| 1965  | Заря (Луганск)        | Первая лига | 3         | 0         |       |       |
| 1965  | Шахтёр (Красный Луч)  | Вторая лига | 23        | 7         |       |       |